# Sirga, az oroszlán
A Sirga, az oroszlán (eredeti cím: L'Enfant lion) 1993-ban bemutatott francia–Burkina Fasó-i családi film Patrick Grandperret rendezésében. René Guillot francia író 1951-ben megjelent azonos című című regényének filmadaptációja.

## Cselekmény
Az afrikai Pama faluban, a 20. század elején Oulé ugyanazon a napon születik, mint Sirga, a kis nőstényoroszlán. Az ott lakók tisztelik az oroszlánokat, segítő szellemeknek tartják őket. Oulé szülei a falu bölcs emberének jövendölése alapján két babára számítottak, ezért Oulé apja kettős bölcsőt faragott fából. Azonban csak egyetlen gyermek születik.
Oulé és Sirga együtt növekednek, és elválaszthatatlanok, Sirga az anyja kíséretével megtalálja a kunyhót, ahol Oulé a szüleivel él, és mellé kuporodik a bölcsőben.
Napjaikat vadászattal töltik, Oulé kedves barátnője, Lena nemtetszésére. Oulé megtanulja az állatok, a szél és a tűz nyelvét, és a sztyeppe számtalan jelzésének jelentését. Oulé apja egyszer utána lopózik, és büszkén állapítja meg, hogy a fia nála is jobban ért a jelek olvasásához.
Tudása felbecsülhetetlenül értékes lesz számára, amikor egy nap északról érkező fegyveresek, rabszolga-kereskedők törnek a falura. A törzset megtizedelik, a gyermekeket pedig Észak-Afrikába vagy Arábiába viszik, ahol rabszolgának eladják őket.  
Bár Oulé és Lena ugyanabba a palotába kerül, de amikor Lenát máshová akarják vinni, Oulé úgy dönt, hogy ideje innen megszökni. A palotában van egy ketrec, amiben pillangókat tartanak. Szigorúan megtiltják mindenkinek, hogy a ketrecet kinyissa. Oulé azonban kinyitja, és ekkor olyan hatalmas szélvihar keletkezik, hogy a Lenát szállító karaván kénytelen visszafordulni.
A palotában lévő bölcs emberek azt tanácsolják az uralkodónak, hogy Oulét nem szabad megölni, mivel nyilvánvalóan varázserővel rendelkezik, de épp ezért azt tanácsolják, hogy vigyék ki a kősivatagba, hogy ott haljon meg.
Oulé azonban nem hal meg, és az oroszlánok segítségével próbálja megtalálni Lenát, majd pedig a szülőföldjüket.

## Szereplők
| Szerep             | Színész                     | Magyar hang   |
| ------------------ | --------------------------- | ------------- |
| Oulé               | Mathurin Sinze              | Hamvas Dániel |
| Léna               | Sophie-Véronique Toue Tagbe | Szénási Kata  |
| Moko               | Souleyman Koly              |               |
| Tamani             | Wéré Wéré Liking            |               |
| Griot              | Salif Keïta                 |               |
| Herceg             | Jean-René de Fleurieu       |               |
| rabszolgakereskedő | Michel Boccara              |               |
| bölcs ember        | Damouré Zika                |               |
| Kieffi             | Thomas Tia                  |               |
| bölcs ember        | Tallou Mouzourane           |               |
| eunuch             | Guy Cuevas                  |               |
| rabszolga          | Sidy Lamine                 |               |

## A film készítése
A film elején Oulé elrablása az arab kereskedelem összefüggéseire utal, amely a 8. és a 20. század között a különböző afrikai népeket, köztük az ott letelepedett európaiakat is célba vette. A forgatókönyv azonban nagyon kevés pontos helységnevet tartalmaz, és a téma kezelése inkább egy meséhez hasonlít, mint történelmi filmhez.
A filmet Elefántcsontparton forgatták, ahol a Pama falu egy bozóttal borított fennsíkon helyezkedik el Zimbabwéban. A nagy állatrezervátumban játszódó jeleneteket Nigerben forgatták, míg a rabszolgapiaci jeleneteket Marokkóban, a Marrákestől mintegy húsz kilométerre található hercegi palotában, amelynek helyszínét Martin Scorsese Krisztus utolsó megkísértése című filmjének egyes jeleneteihez is felhasználtak.
Később Patrick Grandperret másodszor is feldolgozta René Guillot regényét az 1995-ben megjelent Az elefántok mestere című filmmel.

## Fordítás
- Ez a szócikk részben vagy egészben  a   L'Enfant lion című francia Wikipédia-szócikk fordításán alapul.  Az eredeti cikk szerkesztőit annak laptörténete sorolja fel. Ez a jelzés csupán a megfogalmazás eredetét és a szerzői jogokat jelzi, nem szolgál a cikkben szereplő információk forrásmegjelöléseként.